# Vara (riu)
El Vara és un riu de la província de La Spezia, a la Ligúria, al nord-oest d'Itàlia. És un afluent del riu Magra. Amb 58 km de longitud, és el riu més llarg de la Ligúria.

## Geografia
El riu discorre pels municipis de Varese Ligure, Brugnato, Borghetto di Vara i Castiglione di Vara.
La principal font del riu és a Monte Zatta; bona part del seu recorregut flueix en direcció sud-est, paral·lel a la Riviera de Llevant, a la vall que pren el seu nom: Val di Vara. El riu flueix cap al riu Magra, com a tributari dret, a Fornola, dins del municipi de Santo Stefano di Magra.

## Història
El Dipartimento del Vara de la República Lígur va prendre el seu nom del riu a finals del segle xviii.